# Lysimachos

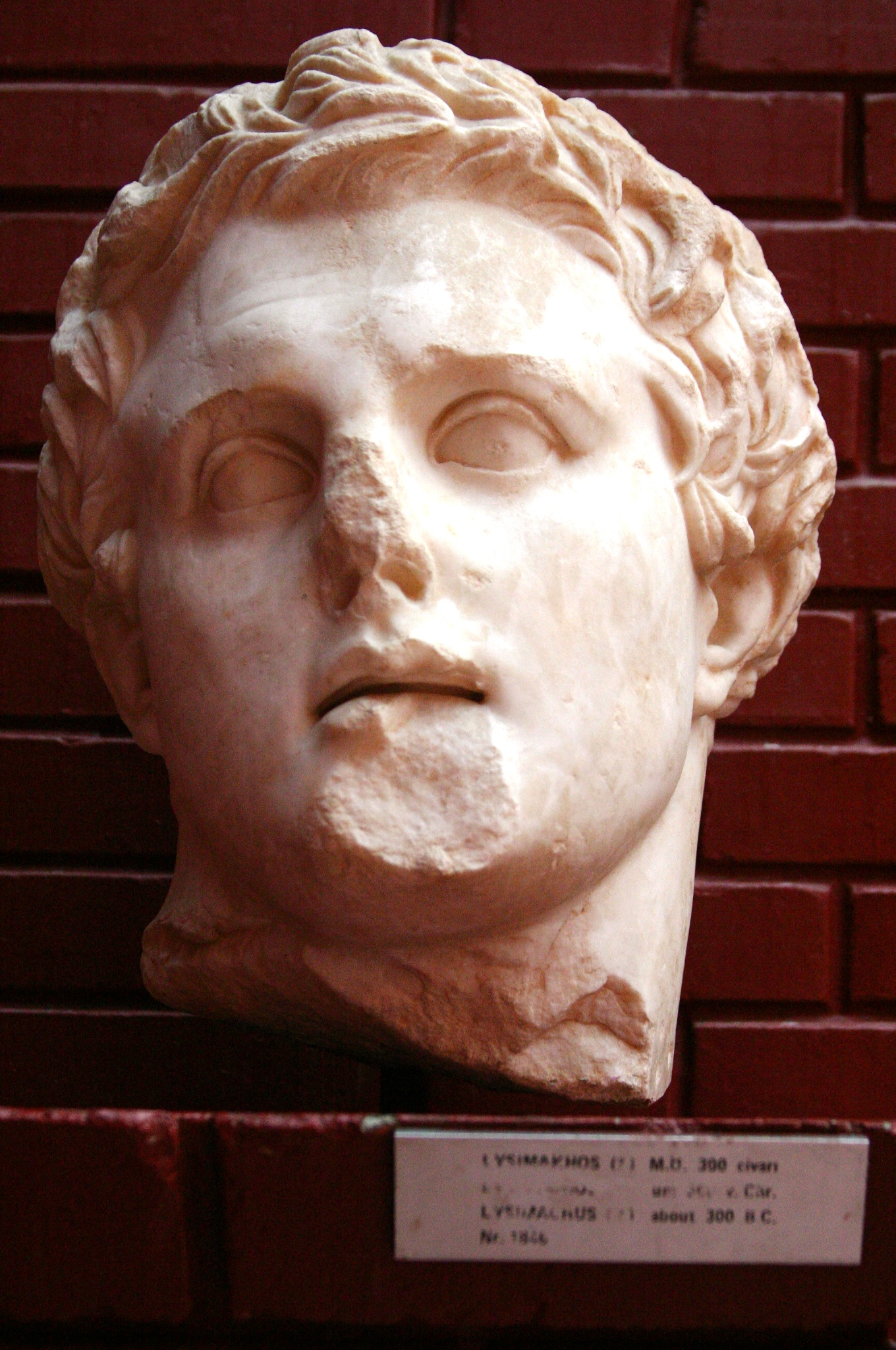
Marmorbüste des Lysimachos, Ephesos-Museum in Selçuk.

Lysimachos (altgriechisch Λυσίμαχος Lysímachos; * 361/360 v. Chr., Pella; † Februar 281 v. Chr., Kurupedion), Sohn des Agathokles, war ein Feldherr Alexanders des Großen und einer seiner Diadochen. Seit 306/5 v. Chr. war er König von Thrakien und seit 285/4 v. Chr. König von Makedonien.

## Leben
Lysimachos war ein gebürtiger Thessalier, aber schon sein Vater erhielt von König Philipp II. das makedonische Bürgerrecht. Seine Brüder waren Philippos und Autodikos sowie vermutlich Alkimachos. Als Militärs begleiteten die Brüder Alexander den Großen auf seinem Eroberungszug durch Asien, wo Lysimachos der Leibgarde (Somatophylakes) des jungen Königs angehörte. Während der Feierlichkeiten in Susa erhielt er von dem Selbstopferer Kalanos dessen nysäisches Pferd geschenkt, bevor dieser sich selbst verbrannte.
Nach Alexanders Tod (323 v. Chr.) erhielt Lysimachos vom Regenten Perdikkas die kleine Satrapie Thrakien am Hellespont zur Verwaltung zugesprochen. Da sie den europäischen Übergang nach Asien kontrollierte, besaß sie einen strategischen Wert, allerdings war sie auch im Norden ständig bedroht durch Angriffe von Geten und Skythen. Gegen sie dehnte er in mehreren Feldzügen seine Herrschaft bis über die Donau aus. Seine Haltung im ersten Diadochenkrieg (321 v. Chr.) ist nicht bekannt; da er aber von Antipatros auf der Konferenz von Triparadeisos seine Satrapie bestätigt bekam, war er zumindest neutral. Er heiratete eine Tochter Antipaters. Im zweiten Diadochenkrieg (319–316 v. Chr.) war er mit Kassander und Antigonos Monophthalmos gegen Polyperchon verbündet, hatte aber an den Kämpfen keinen Anteil. Den zu ihm geflohenen Kleitos den Weißen ließ er töten.
Lysimachos’ Aufstieg zu einem der führenden Diadochen begann im dritten Diadochenkrieg (316–311 v. Chr.), indem er mit Kassander und Ptolemaios gegen Antigonos Monophthalmos, der die Oberhoheit über das gesamte Alexanderreich beanspruchte, verbündet war. Durch die geographische Lage seines Herrschaftsgebietes schnitt er Antigonos von Europa ab, wodurch dieser ständig genötigt war, über See zu operieren. Zunächst unterwarf Lysimachos 314 v. Chr. die revoltierenden Städte Istros und Odessos. Anschließend unterwarf er den rebellischen Thrakerkönig Seuthes III. im Haimos und siegte über ein antigonidisches Invasionsheer. Danach nahm er nach einer langjährigen Belagerung Kallatis ein. Nach dem Kriegsende gründete er 309 v. Chr. auf der Halbinsel Gallipoli seine eigene Hauptstadt, Lysimacheia, die zugleich den Hellespont gegen Bedrohungen aus Asien schützen sollte.
Im vierten Diadochenkrieg (307–301 v. Chr.) war er erneut mit Kassander und Ptolemaios gegen Antigonos verbündet, nahm an den Kämpfen aber zunächst kaum teil. Im Jahr 305 v. Chr. – die Familie Alexanders war inzwischen ausgelöscht – nahm Lysimachos, fast zur gleichen Zeit wie die anderen Diadochen, den Königstitel (basileus) an und verkündete damit seine volle Souveränität als hellenistischer Herrscher. Als sich 302 v. Chr. Demetrios Poliorketes (Antigonos’ Sohn) anschickte, die Hegemonie über das ständig umstrittene griechische Mutterland zu erlangen, ging Lysimachos in Kleinasien gegen Antigonos in die Offensive. Er eroberte kurzzeitig Ephesos, was er gegen den nachrückenden Demetrios aber wieder verlor, dafür liefen zu ihm die Kommandanten von Sardis und Pergamon über. Nachdem er gegen Demetrios ein Gefecht bei Lampsakos verloren hatte, musste er sich, ständig von Antigonos verfolgt, in das pontische Herakleia zurückziehen und sein Heer zur Überwinterung hier lagern lassen. Dort verliebte er sich in die regierende Fürstin Amastris, die er heiratete und so die Kontrolle über Pontos gewann. Im Frühjahr 301 v. Chr. nahm er die Offensive wieder auf und zog Antigonos entgegen, während vom Süden Ptolemaios mit Verstärkung kam; allerdings kehrte dieser dann wieder nach Ägypten um. Allein war Lysimachos den Gegnern zahlenmäßig unterlegen, aber da kam Seleukos vom Osten mit einem Heer und Kriegselefanten und vereinte sich mit ihm. In der Schlacht von Ipsos siegten sie über Antigonos Monophthalmos, der im Kampf fiel.

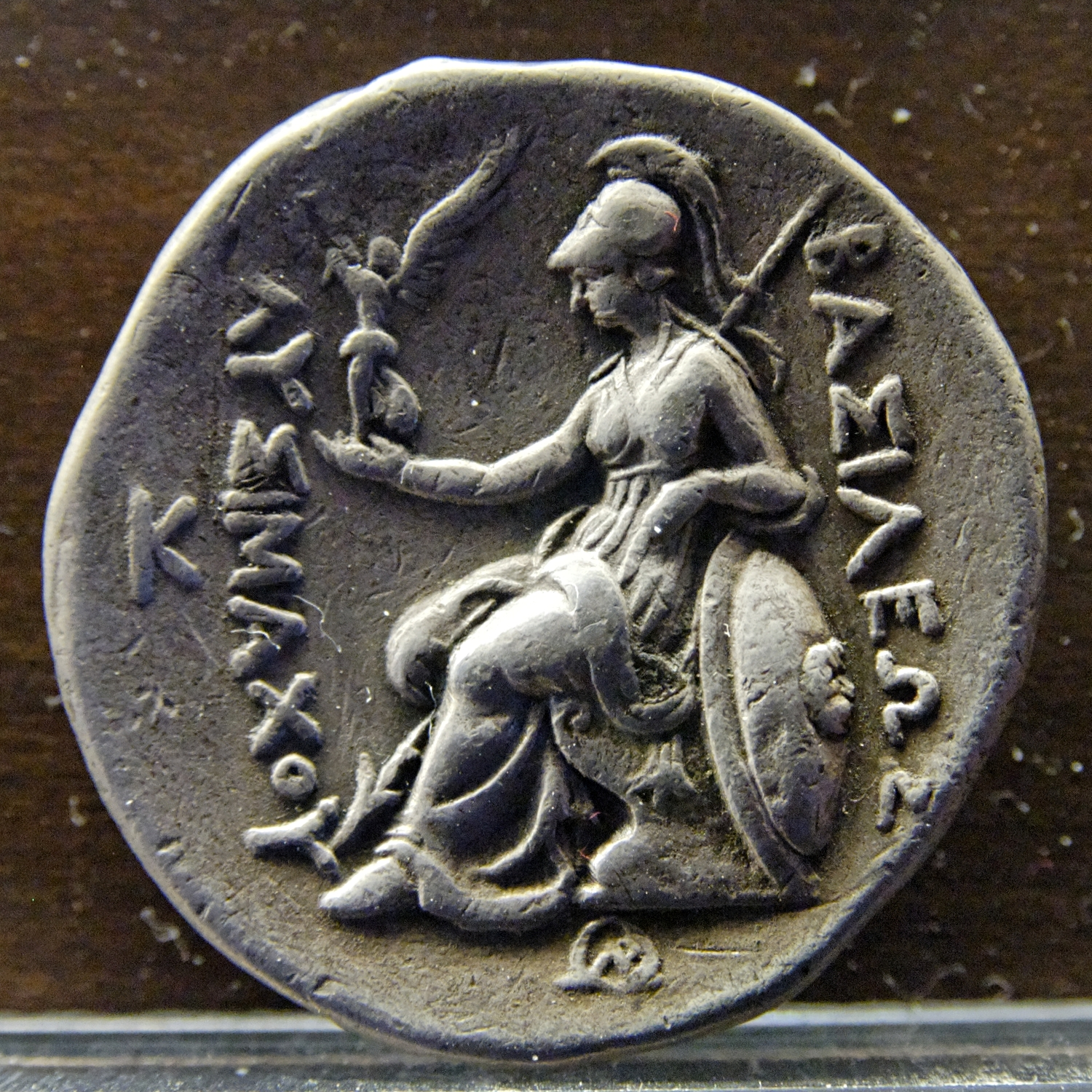
Tetradrachme von Lysimachos. Eine behelmte Athena Nikephoros mit einer geflügelten Nike in der Hand, die Lysimachos’ Namen krönt.

Aus dem damit zerfallenen Antigonidenreich übernahm Lysimachos das westliche Kleinasien und dessen Südküste bis Kilikien. Das Bündnis mit Seleukos wandelte sich nun aber in eine Rivalität, weshalb sich Lysimachos mit Ptolemaios verbündete und dessen Tochter Arsinoë II. heiratete. Von Amastris trennte er sich dafür, seine Liebe zu ihr soll aber weiter angehalten haben. Nachdem Kassander 297 v. Chr. gestorben war, versuchte Lysimachos seine Macht auf Makedonien auszudehnen, indem er seine Tochter mit König Antipatros I. verheiratete. Während Demetrios Poliorketes mit Sparta im Krieg lag, nahm Lysimachos 294 v. Chr. dauerhaft Ephesos an sich, das er an die Stelle der 296 v. Chr. zu Ehren seiner zweiten Frau in der Nähe errichteten Stadt Arsinoeia verlegte und die Bevölkerung zwangsumsiedelte. Dort siedelte er neben den Ephesinern auch die überlebende Bevölkerung der von ihm unterworfenen und zerstörten Städte Kolophon und Lebedos an, die ihm anders als Ephesos Widerstand geleistet hatten. Allerdings verlor er in dieser Zeit auch Gebiete in Asien, nachdem sich dort die Fürsten von Bithynien und Pontos selbständig gemacht hatten. 
In den folgenden Jahren war Lysimachos mit dem Kampf gegen die revoltierenden Geten unter ihrem König Dromichaites beschäftigt. Deshalb war er genötigt, Demetrios Poliorketes 294 v. Chr. als König in Makedonien anzuerkennen, gegen den Protest seines Schwiegersohnes Antipater. Lysimachos geriet nach einer verlorenen Schlacht in die Gefangenschaft der Geten, was Demetrios trotz des bestehenden Friedens zu einem Einfall in Thrakien ausnutzte. Mit den Geten konnte Lysimachos einen dauerhaften Frieden erreichen, indem er ihre Unabhängigkeit mit der Donau als gemeinsame Grenze anerkannte. Im Bündnis mit dem aufstrebenden Glücksritter Pyrrhos verdrängte Lysimachos 287 v. Chr. den Demetrios wieder und teilte sich mit Pyrrhos die Herrschaft in Makedonien; als sein Schwiegersohn erneut dagegen protestierte, ließ er ihn töten und die eigene Tochter in ein Gefängnis sperren. 288 v. Chr. eroberte Lysimachos das pontische Herakleia, nachdem dort seine ehemalige Frau von den eigenen Söhnen ermordet worden war. Als Demetrios Poliorketes 287 v. Chr. nach Asien übersetzte (fünfter Diadochenkrieg), sandte er ihm seinen Sohn Agathokles mit einem Heer entgegen, der ihn bis nach Kilikien abdrängte. Lysimachos selbst wandte sich nun gegen seinen ehemaligen Verbündeten Pyrrhos; nachdem er 285 v. Chr. eine Schlacht gegen ihn und Antigonos Gonatas gewonnen hatte, konnte er sich zum alleinigen König von Makedonien erheben lassen. Er herrschte nun über ein Gebiet, das sich von Mittelgriechenland im Westen und der Donau im Norden bis zum Taurusgebirge, dem Tor nach Syrien, erstreckte.
Sein Reich verwaltete Lysimachos vermutlich durch ein Ämtersystem von Strategen, das mit Verwandten und Vertrauten besetzt war. Diese hatten militärische und zunehmend auch zivile Befugnisse und führten eine strenge Aufsicht, insbesondere über die Städte. Die Besteuerung war hoch. Landesweit gab es mehrere Schatzhäuser, in denen enorme Geldmengen gespeichert waren, um auch kurzfristig anfallende Militärkosten decken zu können. Einen dauerhaften inneren Zusammenhalt hat Lysimachos seinem Herrschaftsgebiet aber nicht zu geben vermocht.
Im Alter wurde Lysimachos immer misstrauischer und handelte bisweilen recht willkürlich. So ließ er 283 v. Chr., beeinflusst durch seine Frau Arsinoë, die Ermordung seines eigenen Sohnes, Agathokles, geschehen, der ein tüchtiger Nachfolger gewesen wäre. Seine anderen Kinder flohen zu Seleukos, der dieses Zerwürfnis ausnutzte und Lysimachos den Krieg erklärte (sechster Diadochenkrieg). Während Seleukos durch Kleinasien zog, gingen dort wichtige Gefolgsleute des Lysimachos zu ihm über, wie zum Beispiel Philetairos von Pergamon. Im Februar 281 v. Chr. standen sich die zwei letzten noch lebenden Teilnehmer des Alexanderzuges in der Schlacht von Kurupedion gegenüber. Lysimachos wurde vollständig besiegt und getötet, Seleukos gewährte ihm ein königliches Begräbnis in Lysimacheia. Kleinasien fiel an die Seleukiden, Thrakien und Makedonien übernahm Ptolemaios Keraunos, der aber 279 v. Chr. dem Ansturm der Kelten erlag, die in Thrakien eigene Fürstentümer gründeten.

## Familie und Nachkommen
In erster Ehe war er seit 321 v. Chr. mit Nikaia († vor 302 v. Chr.), einer Tochter des Antipatros, verheiratet. Ihre Kinder waren:
1. Agathokles († 283/282 v. Chr.)
2. Arsinoë I. († nach 249 v. Chr.), ⚭ mit Ptolemaios II.
3. Eurydike († um 287 v. Chr.), ⚭ mit Antipatros I.

Aus seiner zweiten Ehe mit Amastris hatte er einen Sohn, Alexander, der 275 v. Chr. ermordet wurde.
In dritter Ehe war er mit Arsinoë II., einer Tochter von Ptolemaios I., verheiratet. Mit ihr hatte er ebenfalls drei Kinder:
1. Ptolemaios († nach 281 v. Chr.; wahrscheinlich identisch mit Ptolemaios der Sohn), Coherrscher in Ägypten, Dynast in Telmessos als Vasall der Ptolemäer.
  1. Lysimachos, Dynast in Telmessos als Vasall der Ptolemäer, um 220 v. Chr. genannt.[3]
    1. Ptolemaios, Dynast in Telmessos als Vasall der Ptolemäer, musste die Stadt im Frieden von Apameia 188 v. Chr. an Pergamon abtreten und ging zu Antiochos III. über.[4]
      1. Berenike, Priesterin des Kultes der Laodike, Gattin des Antiochos III.[5]

  2. Epigonos
    1. Antipatros, tritt 188 v. Chr. inschriftlich mit seinem Cousin Ptolemaios in einer Schenkung in Delos auf.[6]
2. Lysimachos († 281 v. Chr. ermordet)
3. Philippos († 281 v. Chr. ermordet)

Mit einer odrysischen Mätresse hatte er einen weiteren Sohn namens Alexander († vermutlich 277 v. Chr.).
Insgesamt soll Lysimachos fünfzehn Kinder gehabt haben, die noch vor dem Vater den Tod fanden.